# Diplomatika
Diplomátika je pomožna zgodovinska veda, ki preučuje listine. Na podlagi jezika, sloga, pisave in uporabljenih materialov ugotavlja izvor, avtorja ter istovetnost zgodovinskih dokumentov.
Beseda izhaja iz stgr. diploma – list, preganjen na dvoje; iz stgr. diploos – dvojen; prvotno v starem Rimu odlok, odredba, listina.
Izdaja starejšega besedila, opremljena z znanstvenim komentarjem, je diplomatska izdaja.